# Bombardování Brna

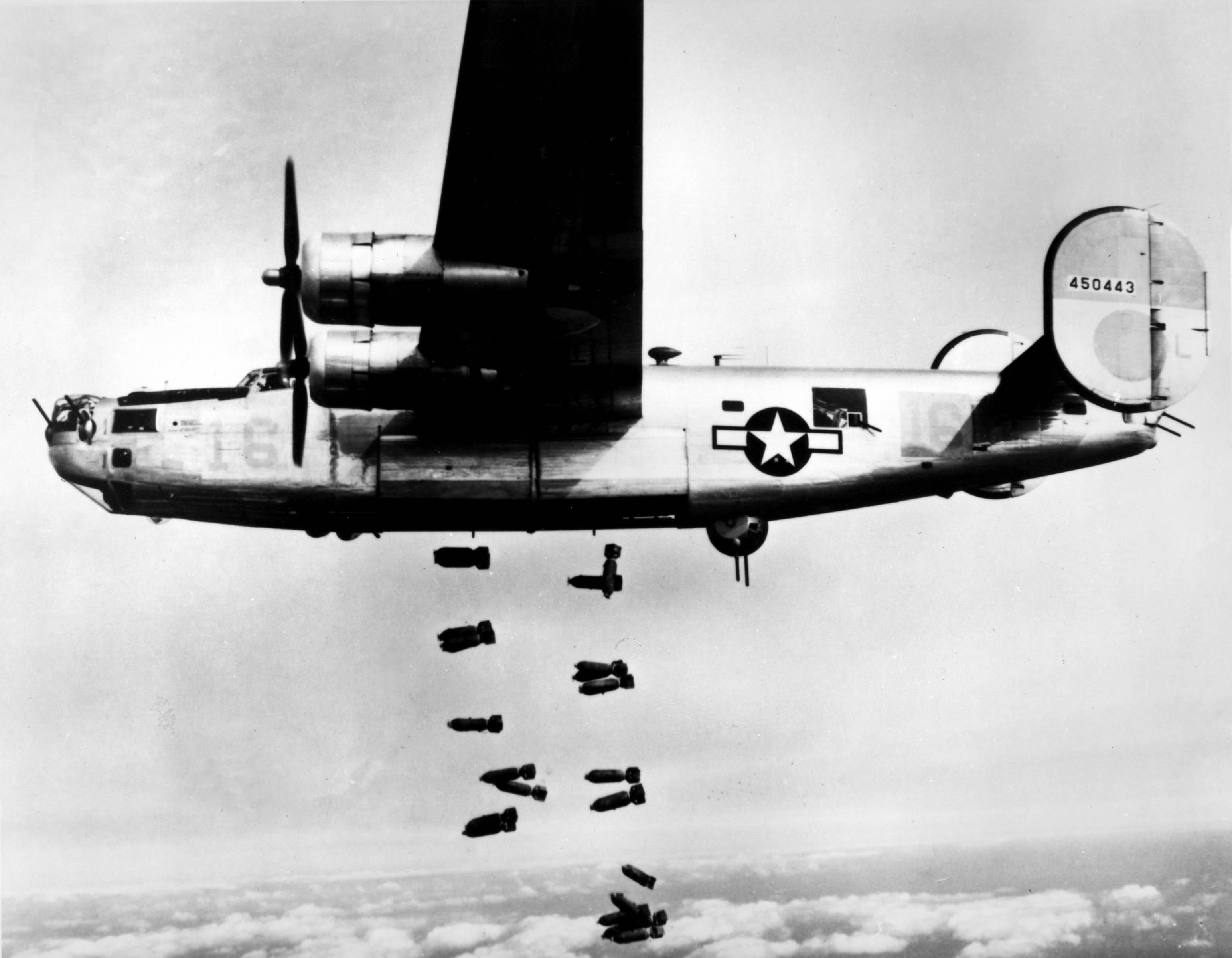
Americký bombardér B-24 Liberator (ilustrační snímek)

Bombardování Brna byla série náletů amerického a sovětského letectva od 25. srpna 1944 do 26. dubna 1945. Při amerických náletech byly použity letouny B-24 Liberator a Boeing B-17. Dohromady si nálety vyžádaly okolo 700 obětí, z nichž většinu se nepodařilo identifikovat. V dobových dokumentech je jmenovitě zaznamenáno 330 obětí. Americké nálety byly plošné z výšky 4–6 km a způsobily větší materiální škody. Sověti neměli těžké bombardéry; bomby shazovali z lehčích letounů, přičemž jejich  zásahy byly přesnější a zasahovaly spíše živé cíle.

## Americké nálety

### Nálet 25. srpna 1944

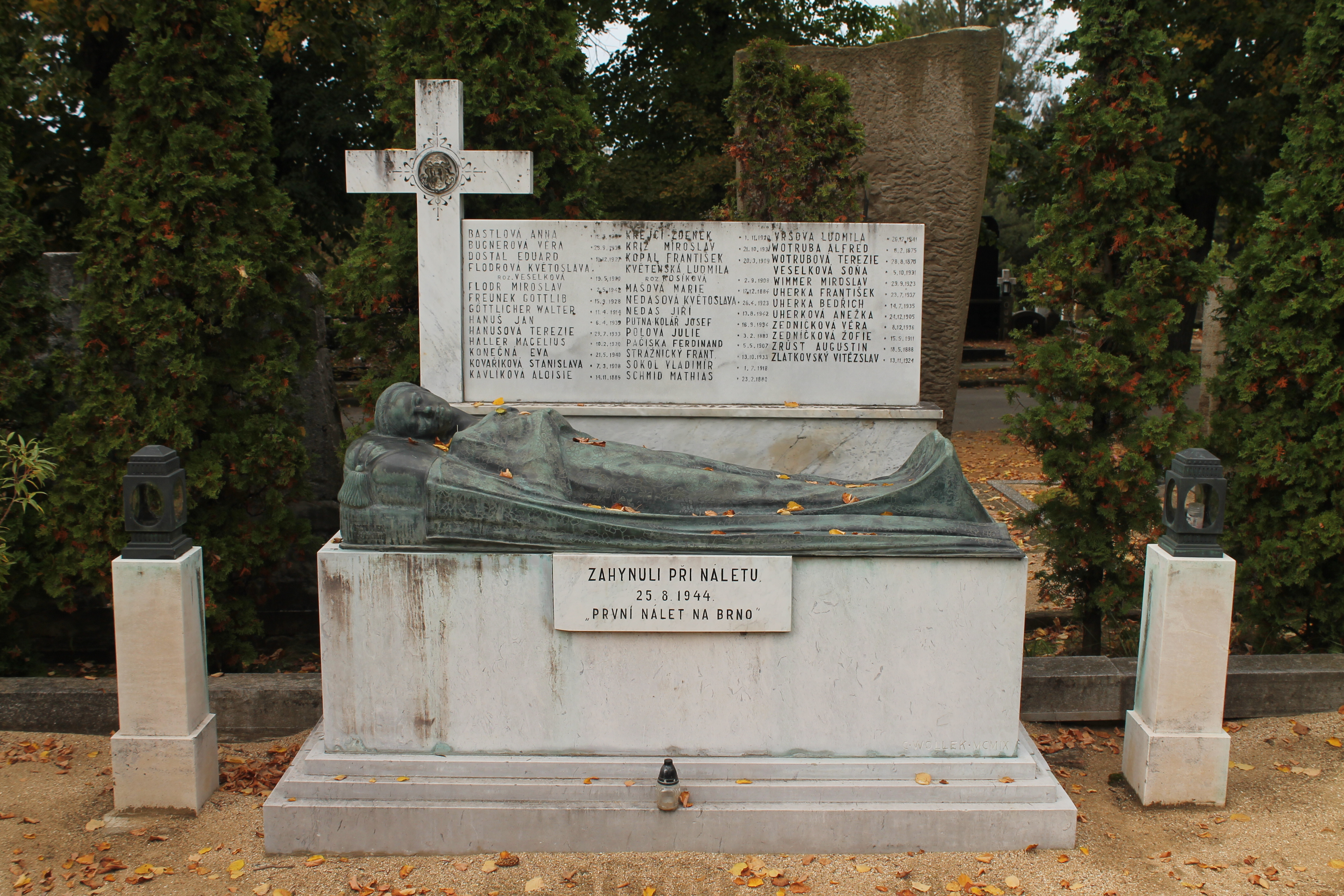
Pomník 38 obětem na židenickém hřbitově

Cílem desítek amerických letounů v pátek 25. srpna 1944 bylo poškození německého zbrojního průmyslu, především továrny na výrobu leteckých motorů Flugmotoren Werke Glöckner-Ostmark v Líšni, Zbrojovky a černovického letiště. Při kobercovém náletu však bylo zasaženo i okolí těchto míst.
Nálet začal před polednem za slunečného počasí. Při prvním bombardování města nebyli obyvatelé ostražití, neboť od dubna toho roku sirény ohlašovaly poplach asi dvakrát týdně. Zahynulo kolem 200 lidí. Poblíž vchodu židenického hřbitova se nachází pomník 38 židenických obětí.
Dalším cílem byla i pobočka Zbrojovky na severním okraji Kuřimi, kam byla z Hamburku přesunuta výroba leteckých motorů Klöckner–Flugmotorenbau. Celkem 85 letounů zde ve třech vlnách svrhlo kolem 800 bomb a zahynulo zde 40 lidí.
| „               | Ve čtyřiačtyřicátém roce zvykli jsme si v Brně už na to, že skoro pravidelně o čtvrt na jedenáct dopoledne se rozhoukaly protiletecké poplachové sirény. Opouštěla se pracoviště, lidé se uchylovali do krytů, v obytných domech do sklepů. Veřejné i soukromé budovy byly pomalovány nápisy a šipkami ukazujícími ke krytům, ale také k volným prostranstvím a parkům; tam totiž se zřizovaly vodní nádrže k hasičským účelům... Bylo nádherné letní odpoledne, po zahoukání sirén vyšli jsme [z kuřimské zbrojovky] na okraj nejbližšího lesa... Za chvíli se ozval temný hukot a vysoko na obloze se objevil – jako už dříve několikrát – svaz amerických bombardovacích letadel, lesknoucích se jako stříbrní ptáci. Letadla směřovala tentokrát přímo nad tovární komplex; nad ním se však obrátila a odlétla. Nepochopili jsme dobře, že je to od amerických pilotů ohleduplné varovné gesto; dali nám dobře čtvrt hodiny času. Pak se vrátili; už daleko níž a v doprovodu stíhaček. Jenže těch nebylo třeba; protiletecká obrana o sobě vůbec nedala vědět. A pak začala se pod námi otřásat a kymácet země; teprve v tu chvíli jsme pochopili, že ti nad námi tentokrát míní svoji dosud neškodnou hru vážně. Kdo to zažil poprvé jako tehdy já, musel mít pocit, že se samo peklo otevřelo... Brzo následovala vlna druhá a třetí. | “ |
| — Dušan Jeřábek | |   |

### Nálet 20. listopadu 1944

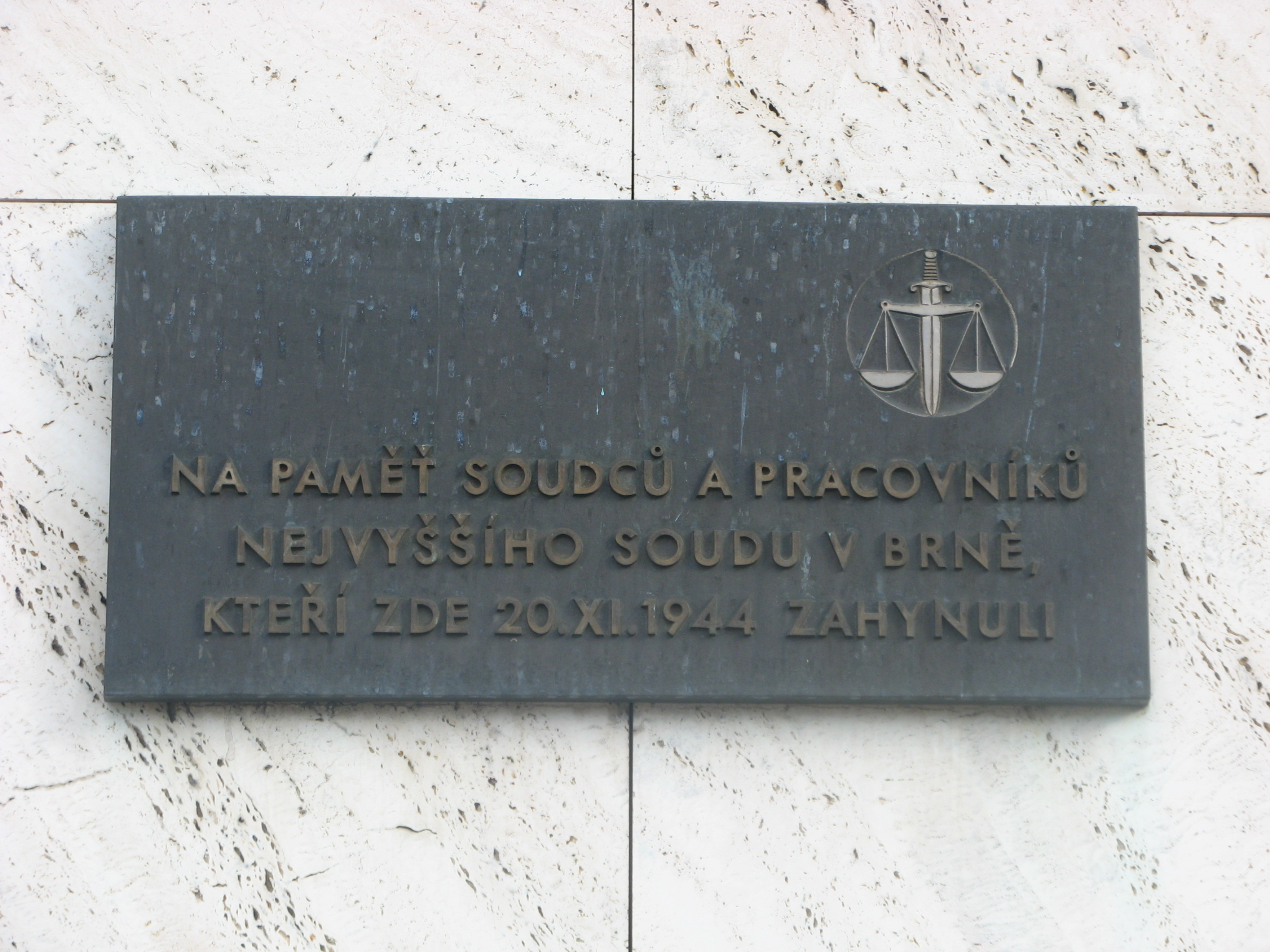
Pamětní deska pracovníkům Nejvyššího soudu na Paláci Morava

V pondělí 20. listopadu 1944 vzlétlo 476 amerických bombardérů B-24 Liberator a Boeing B-17 z letecké základny v italském Bari. Jejich úkolem mělo být zničení rafinérie Oberschlesische Hydrierwerke AG na výrobu syntetického benzínu v Blechhammeru (Blachownia). (Blachownia je dnes součástí města Kandřín-Kozlí v jižním Polsku.) Kvůli přízemní mlze a oblačnosti však dva útočné svazy (přes 280 letounů) dostaly rozkaz zaútočit na náhradní cíle. Nejprve byla zasažena Opava, kde zahynuli 4 lidé. 
Nad Brno zamířilo 149 letadel, která při kobercovém náletu svrhla především na centrum a některá předměstí přibližně 2 500 pum. Jednotlivé pumy vážily 50–500 kg a některé byly časované. Kromě pum bylo také svrženo 351 balíků s protiněmeckými letáky. V tento den byl v Brně na inspekční cestě Karl Hermann Frank. Měl zde poradu s vojenskými veliteli a při vyhlášení poplachu se ukryl ve Starobrněnském klášteře. Nálet probíhal ve třech vlnách: v 11.43, 11.48 a 12.05 hodin. Provedla jej 97. bombardovací skupina 5. bombardovacího křídla U.S. Army Air Forces. Po skončení druhé světové války se Američané za nálet omluvili.
Při náletu zemřelo 578 lidí. Zničeno bylo okolo 200 domů a další byly poškozeny. Asi 6 000 obyvatel přišlo o své domovy. Jiné prameny hovoří o asi 530 lidech bez přístřeší. Zahynulo i 16 pracovníků Nejvyššího soudu, kteří mají pamětní desku na Paláci Morava na Malinovského náměstí. Ve škole na Mendlově náměstí zemřelo v krytu 40 dětí, když je zaplavila voda z parního potrubí.
Útok proběhl také na Přerov a Kroměříž. V Hodoníně si vyžádal 179 obětí, v Břeclavi 60 obětí a ve Zlíně 24 obětí.

### Nálet 19. prosince 1944
Při posledním americkém krátkém náletu bylo svrženo z jediného, snad zbloudilého letadla několik bomb, které nezpůsobily žádné úmrtí. Mohlo jít o odlehčovací shoz. Čtyři bomby zasáhly náměstí Svobody (tehdy Viktoria-Platz) a tři Denisovy sady.

## Sovětské nálety

### Nálet 8. dubna 1945
Na Brno poprvé zaútočily sovětské bombardéry. V nedělním odpoledni, za pěkného počasí, byly stovky obyvatel v parcích a ulicích. Krátce po třetí hodině, bez varování sirén, začaly sovětské letouny shazovat více než 100 tříštivých bomb. Ty způsobily jen malé materiální škody, ale zabily desítky lidí, především v parku Koliště. Sirény se spustily až několik minut po útoku.

### Nálety od 12. dubna 1945
Druhý sovětský nálet začal v 9 hodin ráno. Bombardéry přilétly od jihovýchodu a opět nebyly ohlášeny sirénami. Desítky tříštivých bomb zasáhly především hlavní nádraží, Křenovou ulici, Cejl, náměstí Svobody, Zelný trh, Husovu, Veselou i Jánskou. Na Joštově ulici dostala zásah plně obsazená tramvaj. Náletem utrpěla i předměstí Komárov a Židenice. Druhý den brněnské školy přerušily výuku až do konce války.
Sovětské bombardování trvalo do 26. dubna, kdy město osvobodila Rudá armáda. Zahynulo při něm 274 obyvatel a 333 jich bylo zraněno.